# Igreja Livre da Escócia (Continuada)
A Igreja Livre da Escócia (Continuada) - em Inglês: Free Church of Scotland (Continuing) e em Gaélico-Escocês: An Eaglais Shaor Leantainneach - é uma denominação reformada presbiteriana evangélica, conservadora na Escócia fundada em 2000 por um grupo que se separou da Igreja Livre da Escócia.

## História

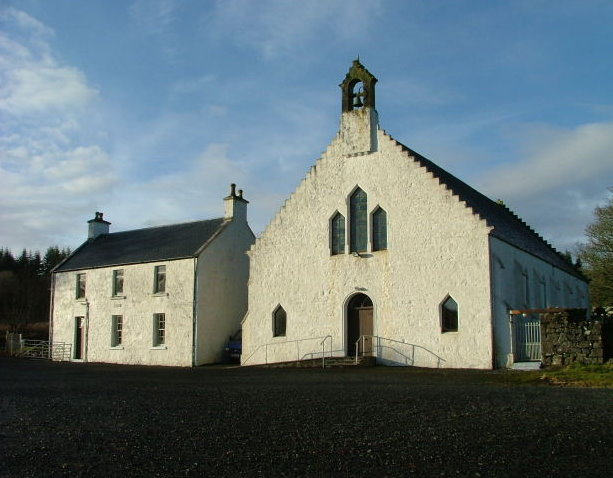
Igreja Livre da Escócia de Snizort.

Em 1996, o professor Donald Macleod, mais tarde diretor do Seminário Teológico de Edimburgo - vinculado à Igreja Livre da Escócia (ILE) -, foi acusado de abuso sexual. Após a absolvição do professor, alguns pastores da ILE acreditavam que Macleod deveria ser levado a julgamento pela Assembleia Geral da denominação. Eles formaram a Associação de Defesa da Igreja Livre (ADIL), exigindo que o caso fosse levado a julgamento.
As alegações da ADIL não foram atendidas pela Igreja Livre da Escócia, o seu líder, o Rev. Maurice Roberts foi suspenso pela denominação e foi determinado prazo para que a associação se dissolvesse. Por não acatarem a decisão, 22 ministros foram suspensos pela ILE.
Estes ministros fundaram a "Igreja Livre da Escócia (Continuada)" - ILEC - em 20 de junho de 2000, por se considerarem os continuadores da denominação original, acusando a estrutura maior de ter se desviado os princípios originais.
Embora a divisão tenha sido ocasionada por motivos disciplinares, Johnston McKay afirmou, na época" que a separação foi por motivos doutrinários, ao afirmar que a ILEC foi fundada por pastores mais fiéis a Confissão de Fé de Westminster que a denominação original.
Posteriormente, a denominação cresceu e plantou congregações nos Estados Unidos.
Em 2004, a denominação eram formada por 34 igrejas e 1.250 membros.
Em 2021, divulgou ter 40 congregações e 1.295 membros.
Em 2022, divulgou ter 40 congregações e 1.691 membros.

## Doutrina
A denominação subscreve a Confissão de Fé de Westminster e se diferencia de Igreja Livre da Escócia pela prática da salmodia exclusiva e do canto exclusivamente a capella.

## Relações intereclesiásticas
A nível global, a denominação é membro da Conferência Internacional das Igrejas Reformadas.
Além disso possui relacionamento de comunhão eclesiástica com a Igreja Presbiteriana Ortodoxa, Igrejas Presbiterianas Associadas, Igreja Presbiteriana Livre da Escócia, Igreja Presbiteriana Reformada da Escócia, Igreja Presbiteriana Evangélica da Irlanda, Igreja Presbiteriana Reformada da Irlanda, Igreja Presbiteriana Evangélica na Inglaterra e no País de Gales, Igrejas Reformadas Canadenses e Americanas, Igrejas Reformadas Livres da América do Norte, Congregações de Herança Reformada, Igreja Reformada Presbiteriana (América do Norte), Igrejas Reformadas Unidas da América do Norte, Igreja Livre Australiana, Igreja Presbiteriana Reformada da Austrália, Igreja Presbiteriana do Sul da Tasmânia e, antes de 2017, Igrejas Reformadas Liberadas, com quem suspendeu relações em 2017 quando esta passou a permitir a ordenação de mulheres.